# Municipio de North Bloomfield
El municipio de North Bloomfield (en inglés, North Bloomfield Township) es un municipio del condado de Morrow, Ohio, Estados Unidos. Tiene una población estimada, a mediados de 2021, de 1841 habitantes.

## Geografía
Está ubicado en las coordenadas 40°40′31″N 82°43′56″O / 40.67528, -82.73222. Según la Oficina del Censo de los Estados Unidos, tiene una superficie total de 76.84 km², de la cual 76.82 km² corresponden a tierra firme y 0.02 km² son agua.

## Demografía
Según el censo de 2020, en ese momento había 1853 personas residiendo en la zona. La densidad de población era de 24.1 hab./km². El 94.44 % de los habitantes eran blancos, el 0.54 % eran afroamericanos, el 0.27 % eran amerindios, el 0.49 % eran asiáticos, el 0.05 % era isleño del Pacífico,el 0.16 % eran de otras razas y el 4.05 % eran de una mezcla de razas. Del total de la población, el 1.40 % eran hispanos o latinos de cualquier raza.